# Eduardo Zarzosa Sánchez
Eduardo Zarzosa Sánchez (San Felipe del Progreso, Estado de México, 16 de diciembre de 1973) es un político mexicano, miembro del Partido Revolucionario Institucional. Ha sido en dos ocasiones diputado federal, local y alcalde.

## Reseña biográfica
Eduardo Zarzosa Sánchez es licenciado en Derecho egresado de la Universidad Autónoma del Estado de México y tiene dos maestrías, una en Administración Pública y otra en Derecho Parlamentario.
Eduardo Zarzosa inició su carrera política como secretario particular en la LVI Legislatura de 1994 a 1997 y de 1999 a 2000 fue subdirector de operación del Consejo Estatal para el Desarrollo Integral de los Pueblos Indígenas, organismo del que fue posteriormente titular de 2003 a 2005 en el gobierno de Arturo Montiel Rojas.
Entre 2000 y 2001 fue director de predial y catastro en el municipio de San Felipe del Progreso y de 2001 a 2003 fue secretario de Acción Indígena del comité directivo estatal del PRI en el estado de México. En 2006 fue elegido presidente municipal de San Felipe del Progreso, cargo que dejó en 2009 en que a su vez fue elegido por primera ocasión diputado federal a la LXI Legislatura en representación del Distrito 9 del estado de México, y en la que fue secretario en la comisión de Asuntos Indígenas; integrante en las comisiones de Agricultura y Ganadería, Especial de la Cuenca Lerma-Chapala-Santiago y Especial sobre Migración.
De 2012 a 2015 fue secretario general del Movimiento Territorial del PRI en el estado de México y de 2015 a 2018 fue elegido diputado al Congreso del Estado de México. En este último año fue nuevamente electo diputado federal por el distrito electoral 9, en esta ocasión a la LXIV Legislatura. En la Cámara de Diputados es presidente de la comisión bicameral de Concordia y Pacificación del Congreso de la Unión; e integrante de las comisiones de Pueblos Indígenas, de Comunicaciones y Transportes y de Ganadería.